# Alpské lyžování na Zimních olympijských hrách 1994
Alpské lyžování na Zimních olympijských hrách 1994 v Lillehammeru.

## Medailové pořadí zemí
| Pořadí | Země                         | Zlato | Stříbro | Bronz | Celkově |
| ------ | ---------------------------- | ----- | ------- | ----- | ------- |
| 1.     | Německo (GER)                | 3     | 1       | 0     | 4       |
| 2.     | Spojené státy americké (USA) | 2     | 2       | 0     | 4       |
| 3.     | Norsko (NOR)                 | 1     | 2       | 2     | 5       |
| 4.     | Švýcarsko (SUI)              | 1     | 2       | 1     | 4       |
| 5.     | Itálie (ITA)                 | 1     | 1       | 2     | 4       |
| 6.     | Rakousko (AUT)               | 1     | 1       | 1     | 3       |
| 7.     | Švédsko (SWE)                | 1     | 0       | 0     | 1       |
| 8.     | Rusko (RUS)                  | 0     | 1       | 0     | 1       |
| 9.     | Slovinsko (SLO)              | 0     | 0       | 3     | 3       |
| 10.    | Kanada (CAN)                 | 0     | 0       | 1     | 1       |
|        | Celkem                       | 10    | 10      | 10    | 30      |

## Medailisté

### Muži
| Disciplína       | Zlato                                    | Výkon   | Stříbro                                  | Výkon   | Bronz                                         | Výkon   |
| ---------------- | ---------------------------------------- | ------- | ---------------------------------------- | ------- | --------------------------------------------- | ------- |
| kombinace        | Lasse Kjus · Norsko (NOR)                | 3:17,53 | Kjetil André Aamodt · Norsko (NOR)       | 3:18,55 | Harald Christian Strand Nilsen · Norsko (NOR) | 3:19,14 |
| sjezd            | Tommy Moe · Spojené státy americké (USA) | 1:45,75 | Kjetil André Aamodt · Norsko (NOR)       | 1:45,79 | Ed Podivínský · Kanada (CAN)                  | 1:45,87 |
| slalom           | Thomas Stangassinger · Rakousko (AUT)    | 2:02,02 | Alberto Tomba · Itálie (ITA)             | 2:02,17 | Jure Kosíř · Slovinsko (SLO)                  | 2:02,53 |
| obří slalom      | Markus Wasmeier · Německo (GER)          | 2:52,46 | Urs Kälin · Švýcarsko (SUI)              | 2:52,48 | Christian Mayer · Rakousko (AUT)              | 2:52,58 |
| superobří slalom | Markus Wasmeier · Německo (GER)          | 1:32,53 | Tommy Moe · Spojené státy americké (USA) | 1:32,61 | Kjetil André Aamodt · Norsko (NOR)            | 1:32,93 |

### Ženy
| Disciplína       | Zlato                                         | Výkon   | Stříbro                                         | Výkon   | Bronz                                | Výkon   |
| ---------------- | --------------------------------------------- | ------- | ----------------------------------------------- | ------- | ------------------------------------ | ------- |
| kombinace        | Pernilla Wibergová · Švédsko (SWE)            | 3:05,16 | Vreni Schneiderová · Švýcarsko (SUI)            | 3:05,29 | Alenka Dovžanová · Slovinsko (SLO)   | 3:06,64 |
| sjezd            | Katja Seizingerová · Německo (GER)            | 1:35,93 | Picabo Streetová · Spojené státy americké (USA) | 1:36,59 | Isolde Kostnerová · Itálie (ITA)     | 1:36,85 |
| slalom           | Vreni Schneiderová · Švýcarsko (SUI)          | 1:56,01 | Elfi Ederová · Rakousko (AUT)                   | 1:56,35 | Katja Korenová · Slovinsko (SLO)     | 1:56,61 |
| obří slalom      | Deborah Compagnoniová · Itálie (ITA)          | 2:30,97 | Martina Ertlová · Německo (GER)                 | 2:32,19 | Vreni Schneiderová · Švýcarsko (SUI) | 2:32,97 |
| superobří slalom | Diann Roffeová · Spojené státy americké (USA) | 1:22,15 | Světlana Gladisheva · Rusko (RUS)               | 1:22,44 | Isolde Kostnerová · Itálie (ITA)     | 1:22,45 |